# Smaragda Cantemir
Ekaterina (Smaragda) Dmitrievna Golițina (născută Cantemir; n. 4 noiembrie 1720, Sankt Petersburg, Țaratul Rusiei – d. 2 noiembrie 1761, Paris, Regatul Franței) a fost o doamnă de onoare din Imperiul Rus, soția diplomatului Dmitri Mihailovici Golițin. Ea a fost fiica marelui cărturar și domnitor al Moldovei, Dimitrie Cantemir și a Anastasiei Trubețkaia.
A fost căsătorită cu cu cneazul Dmitri Mihailovici Golițân.